# 寝屋川事件
寝屋川事件（ねやがわじけん）は、北朝鮮（朝鮮民主主義人民共和国）によるスパイ事件。1964年（昭和39年）10月31日摘発（検挙）。

## 概要
戦前日本に滞在していた清水勇こと朴基華は、北朝鮮帰還後は同地にあって道路建設管理局に勤務し、その局長職にあったところ、北朝鮮当局によって北朝鮮工作員に採用された。朴は1962年（昭和37年）10月16日、日本海に面した兵庫県城崎郡香住町（現、香美町）余部付近の海岸から密入国した。朴にあたえられた指示は、
- 大阪府で日本人と結婚して日本国籍を取得し、2年以内に韓国（大韓民国）に渡ること
- 朝鮮半島統一に必要な韓国情報・資料の収集
- 在日本大韓民国民団に関する情報収集

であった。
彼は大阪の会社社長を土台人として獲得し、その会社の専務におさまり、その後、日本女性と2度にわたって同棲した。朴は、同棲した女性の姓を使って日本人名を名乗って活動し、民団に偽装加入した工作員Bとともに日本の政治・軍事にかかわる情報収集をおこない、対韓国工作に従事した。工作員Bは、かつて朝鮮半島から密航したと称して大阪出入国在留管理局に偽装自首し、日本人女性と結婚して在留特別許可を取得した人物で、会社経営に従事しながら民団に浸透し、韓国在住の人物について獲得工作を行っていた。朴とBは、街頭や喫茶店で密会したり、日本海沿岸部を旅するなどして互いに連絡をとりあっていた。
大阪府警察は1964年10月31日に朴基華を逮捕、タイムテーブル、無線機などを押収した。また、12月11日にはBを逮捕して朴基華を北朝鮮に密出国させる計画を記した文書を発見し、乱数表などとともにこれを押収した。
朴は1665年（昭和40）11月19日、大阪高等裁判所において出入国管理令（出入国管理及び難民認定法）・外国人登録法違反で懲役1年の判決を受けた。一方、Bは1965年3月29日、大阪地方裁判所において懲役4カ月、執行猶予3年の判決を受けた。
朴基華とBはその後、自費で北朝鮮に戻った。